# یواس‌اس آیلانتوس (ای‌ان-۳۸)
یواس‌اس آیلانتوس (ای‌ان-۳۸) (به انگلیسی: USS Ailanthus (AN-38)) یک کشتی بود که طول آن ۱۹۴ فوت ۷ اینچ (۵۹٫۳۱ متر) بود. این کشتی در سال ۱۹۴۳ ساخته شد.